# Liste der Biografien/Red
Liste der Biografien |
Portal Biografien |
Personensuche
# |
A |
B |
C |
D |
E |
F |
G |
H |
I |
J |
K |
L |
M |
N |
O |
P |
Q |
R |
S |
T |
U |
V |
W |
X |
Y |
Z |
?
 
Ra |
Rb |
Rd |
Re |
Rh |
Ri |
Rj |
Rk |
Rl |
Rm |
Rn |
Ro |
Rr |
Rs |
Rt |
Ru |
Rv |
Rw |
Rx |
Ry |
Rz
 
Rea |
Reb |
Rec |
Red |
Ree |
Ref |
Reg |
Reh |
Rei |
Rej |
Rek |
Rel |
Rem |
Ren |
Reo |
Rep |
Req |
Rer |
Res |
Ret |
Reu |
Rev |
Rew |
Rex |
Rey |
Rez
Die Liste der Biografien führt alle Personen auf, die in der deutschsprachigen Wikipedia einen Artikel haben. Dieses ist eine Teilliste mit 515 Einträgen von Personen, deren Namen mit den Buchstaben „Red“ beginnt.

## Red
- Red Cloud (1822–1909), militärischer und politischer Führer der Prärie-IndianerRed Cloud (1822–1909)

Red Cloud (1822–1909)

- Red Dragon (1966–2015), jamaikanischer Reggaemusiker
- Red Fish, Häuptling der Oglala-Lakota
- Red Gee, Schweizer Rapper
- Red Horse (1822–1907), indianischer Häuptling der Minneconjou-Lakota-Sioux
- Red Jacket († 1830), Häuptling der Seneca-Indianer, Redner
- Red Jacket (* 1879), kanadischer Lacrossespieler
- Red Rat (* 1978), jamaikanischer Ragga- und Dancehall-Sänger
- Red Sebastian (* 1999), belgischer Popsänger
- Red, Axelle (* 1968), belgische Chansonnière
- Red, Conrad, deutscher Kirchenlieddichter
- Red, Eric (* 1961), US-amerikanischer Regisseur, Drehbuchautor
- Red, Marlon (* 1982), rumänische Künstlerin
- Red, Rubén de la (* 1985), spanischer Fußballspieler
- Red, Sonny (1932–1981), US-amerikanischer Altsaxophonist des Hardbop

### Reda
- Reda, Felix (* 1986), deutscher Politiker (parteilos, Piratenpartei), MdEPFelix Reda (* 1986)

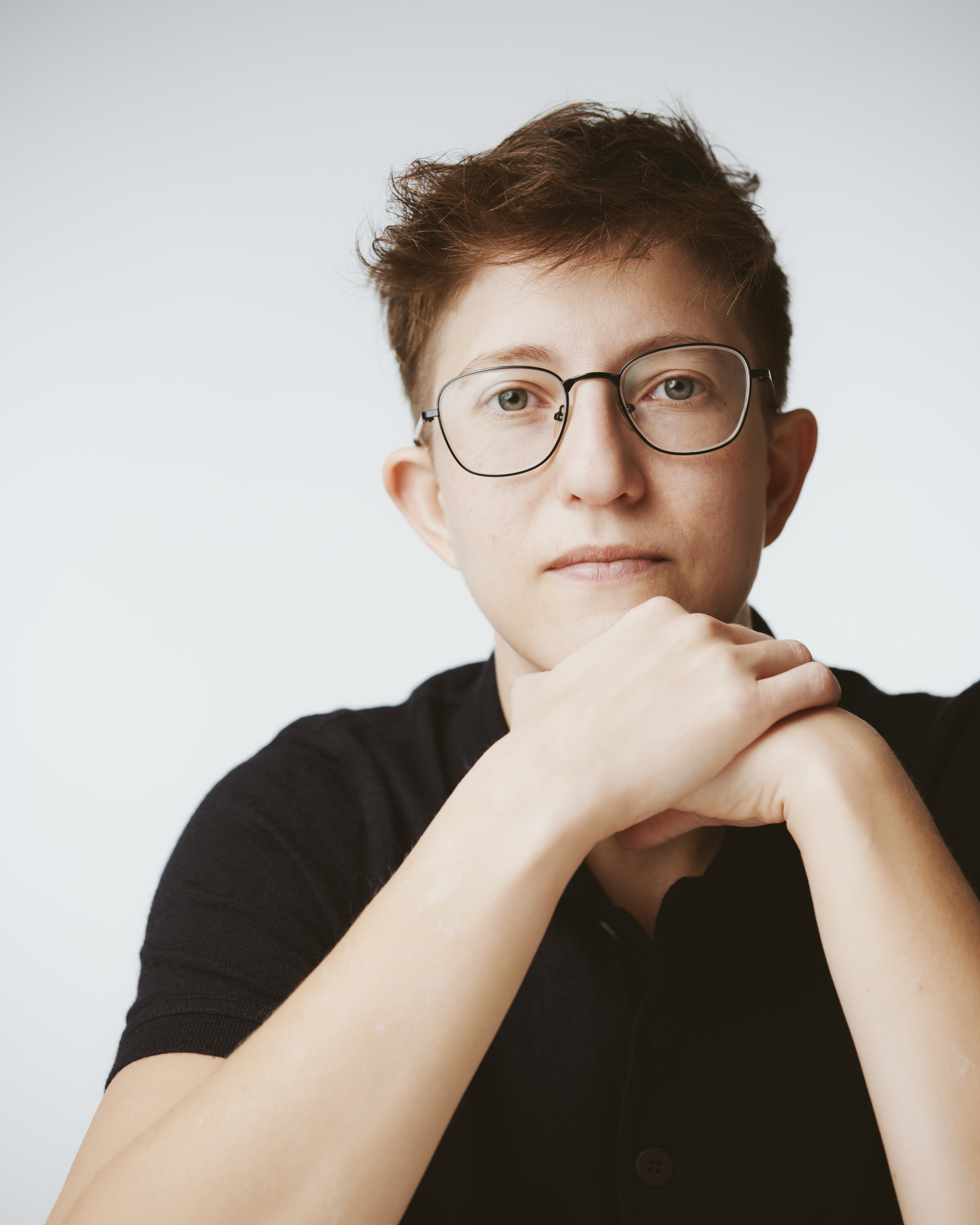
Felix Reda (* 1986)

- Reda, Francesco (* 1982), italienischer Radrennfahrer
- Réda, Jacques (1929–2024), französischer Schriftsteller, Dichter und Jazzautor
- Reda, Mahmoud (1930–2020), ägyptischer Tänzer, Choreograph, Begründer des ägyptischen Tanztheaters
- Reda, Marco (* 1977), kanadischer Fußballspieler
- Reda, Mohamed (* 1989), ägyptischer Squashspieler
- Reda, Siegfried (1916–1968), deutscher Komponist
- Reda, T. D. (* 1964), deutscher Schriftsteller
- Redaelli, Carlo Roberto Maria (* 1956), italienischer Geistlicher, römisch-katholischer Erzbischof von Görz
- Rédai, Dorottya, ungarische Wissenschaftlerin und LGBT-Aktivist
- Redam, Ewald (1884–1947), deutscher Schwerathlet und Varietist
- Redan, Daishawn (* 2001), niederländischer Fußballspieler
- Redant, Hendrik (* 1962), belgischer Radrennfahrer und Sportdirektor
- Redard, Georges (1922–2005), Schweizer Linguist und Indogermanist

### Redb
- Redbone, Leon (1949–2019), kanadischer Sänger und Gitarrist

### Redc
- Redcliffe-Maud, John, Baron Redcliffe-Maud (1906–1982), britischer Beamter, Minister und Diplomat

### Redd
- REDD (* 1989), britische Sängerin
- Redd, Alton (1904–1979), US-amerikanischer Jazzmusiker
- Redd, Freddie (1928–2021), US-amerikanischer Jazzpianist
- Redd, Gene (* 1924), US-amerikanischer Jazzmusiker
- Redd, Lambert (1908–1986), US-amerikanischer Weit- und Dreispringer
- Redd, Michael (* 1979), US-amerikanischer Basketballspieler
- Redd, Veronica (* 1948), US-amerikanische Schauspielerin
- Redd, Vi (1928–2022), US-amerikanische Jazzmusikerin
- Reddan, Eoin (* 1980), irischer Rugbyspieler
- Reddaway, David (* 1953), britischer Botschafter
- Reddaway, William Fiddian (1872–1949), britischer Historiker
- Reddehase, Johann Heinrich (1796–1871), deutscher Bürgermeister, Landtagsabgeordneter Waldeck
- Reddehase, Karl Heinrich (1893–1946), deutscher SS-Unterführer in Konzentrationslagern
- Reddeker, Lioba (1961–2011), deutsche Kunstwissenschaftlerin und Kuratorin
- Reddemann, Eddie (* 2003), deutscher Leichtathlet
- Reddemann, Gerhard (1932–2008), deutscher Politiker (CDU), MdB
- Reddemann, Hans (* 1934), deutscher Kinderarzt, Hämatologe und Onkologe
- Reddemann, Ludger (* 1938), deutscher Politiker (CDU), MdL
- Reddemann, Luise (* 1943), deutsche Psychoanalytikerin und Traumatherapeutin
- Reddemann, Manfred (1939–2020), deutscher Schauspieler und Synchronsprecher
- Reddemann, Sören (* 1996), deutscher Fußballspieler
- Redden, James A. (1929–2020), US-amerikanischer Jurist und Politiker (Demokratische Partei)
- Redden, Monroe Minor (1901–1987), US-amerikanischer Politiker
- Redden, Wade (* 1977), kanadischer Eishockeyspieler und -funktionär
- Redden, Willie (* 1960), US-amerikanisch-französischer Basketballspieler
- Redder, Angelika (* 1951), deutsche Germanistin
- Redder, Peter (* 1952), deutscher Fußballspieler
- Redder, Theodor (* 1941), deutscher Fußballspieler
- Redder, Volker (* 1959), deutscher Unternehmer und Politiker (FDP)
- Reddersen, Heinrich Otto (1827–1908), deutscher Pädagoge und Sozialpfleger
- Reddick, Eunice (* 1951), US-amerikanische Diplomatin
- Reddick, Haason (* 1994), US-amerikanischer American-Football-Spieler
- Reddick, John B. (1845–1895), US-amerikanischer Politiker
- Reddick, Lance (1962–2023), US-amerikanischer SchauspielerLance Reddick (1962–2023)

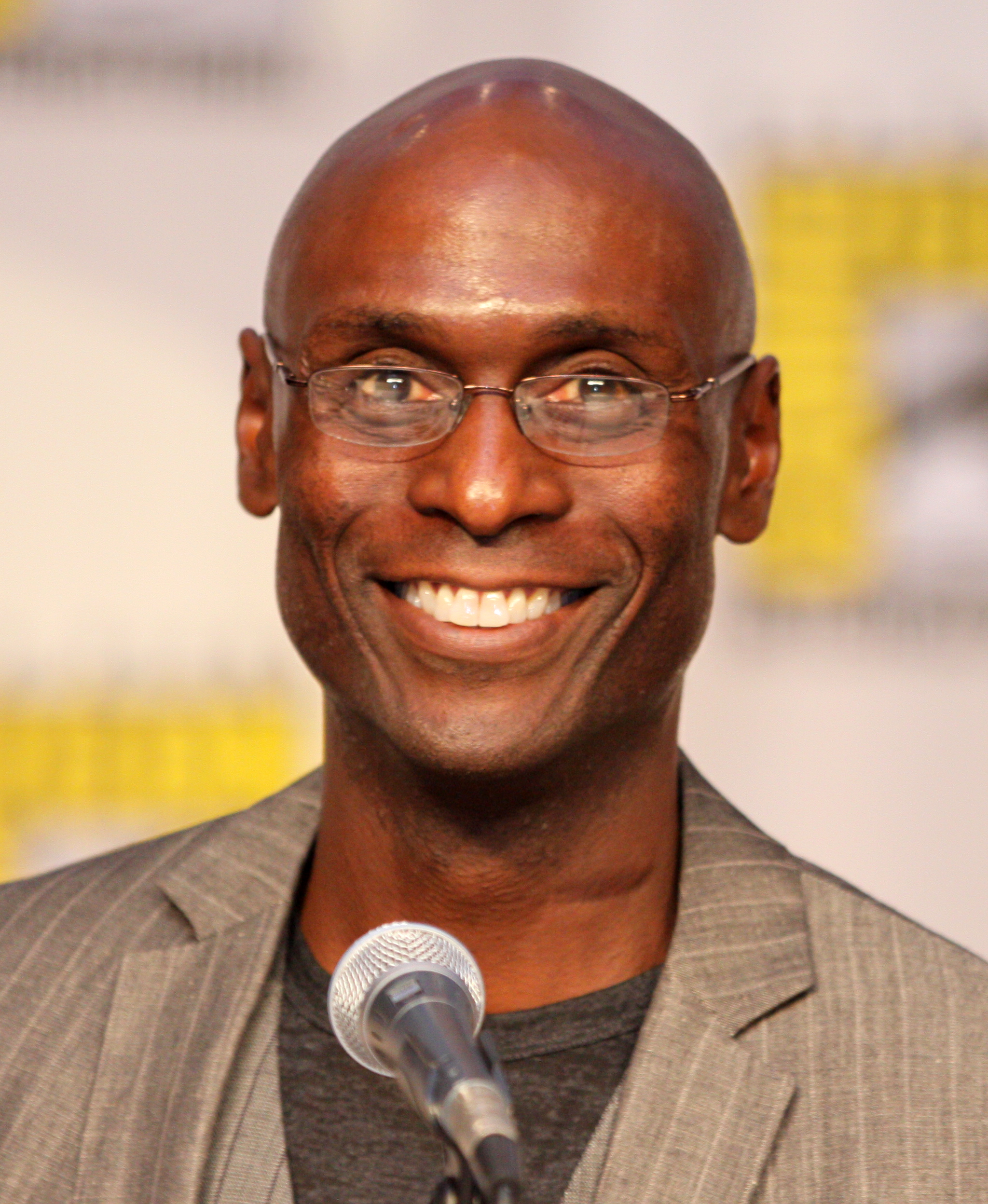
Lance Reddick (1962–2023)

- Reddick, Mary Logan (1914–1966), US-amerikanische Neurobiologin und Hochschullehrerin
- Reddick, Mike (* 1963), US-amerikanischer Basketballspieler
- Reddie, Cecil (1858–1932), britischer Pädagoge und Gründer des Landerziehungsheims Abbotsholme in England
- Reddig, Jens (* 1975), deutscher Jurist und Richter am Bundesfinanzhof
- Reddig, Pascal (* 1995), deutscher Politiker (CDU), MdB
- Reddig, Quinn (* 2001), namibische Bogenschützin
- Reddig, Sebastian, deutscher Journalist, Fernsehmoderator und Podcaster
- Reddigau, August (1878–1963), deutscher Politiker (SPD)
- Redding, Noel (1945–2003), britischer Gitarrist und Bassist
- Redding, Otis (1941–1967), US-amerikanischer Musiker, Soul-Sänger der 1960er-Jahre
- Redding, Reggie (* 1988), US-amerikanischer Basketballspieler
- Redding, Scott (* 1993), britischer Motorradrennfahrer
- Reddish, Cam (* 1999), US-amerikanischer Basketballspieler
- Reddo, Ronny (* 1971), deutscher Eishockeyspieler
- Reddox, Liam (* 1986), kanadischer Eishockeyspieler
- Reddy Sudarshan, Hanumappa (* 1950), indischer Mediziner
- Reddy, Andrew (1933–2022), irischer Boxer
- Reddy, Anumula Revanth (* 1969), indischer Politiker
- Reddy, Anwesha (* 1991), indische Squashspielerin
- Reddy, Arundhati (* 1997), indische Cricketspielerin
- Reddy, B. Satyanarayan (1927–2012), indischer Politiker, Rajya Sabha-Mitglied, Gouverneur von Bihar, Orissa, Uttar Pradesh und Westbengalen
- Reddy, B. Sumeeth (* 1991), indischer Badmintonspieler
- Reddy, Bezawada Gopala (1907–1997), indischer Politiker
- Reddy, Helen (1941–2020), australische Sängerin, Komponistin und FilmschauspielerinHelen Reddy (1941–2020)

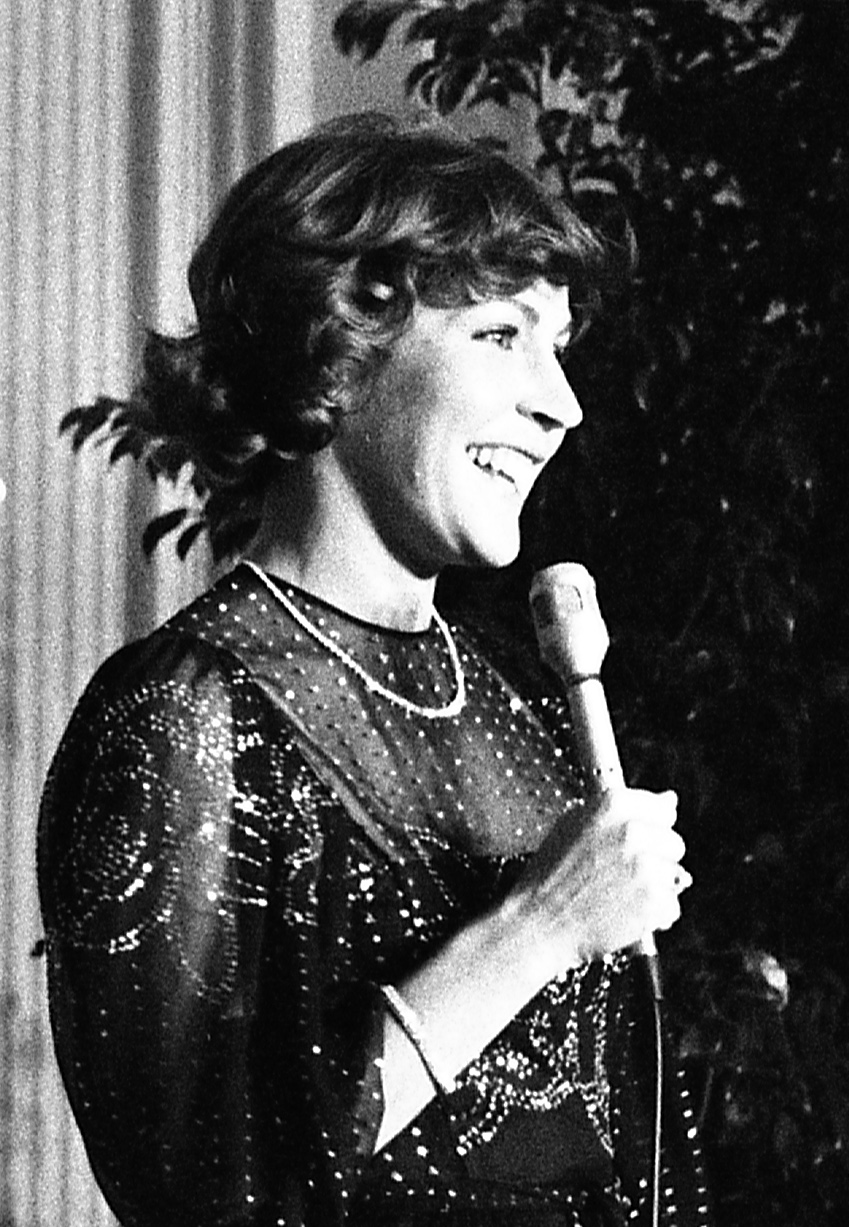
Helen Reddy (1941–2020)

- Reddy, J. N. (* 1945), indisch-US-amerikanischer Ingenieurwissenschaftler
- Reddy, K. Chengalaraya (1902–1976), indischer Politiker, Rajya Sabha- und Lok Sabha-Mitglied, Unionsminister, Chief Minister von Mysore und Gouverneur von Madhya Pradesh
- Reddy, Kasu Brahmananda (1909–1994), indischer Politiker, Rajya Sabha- und Lok Sabha-Mitglied, Unionsminister, Chief Minister von Andhra Pradesh und Gouverneur von Maharashtra
- Reddy, Kotla Vijaya Bhaskara (1920–2001), indischer Politiker (INC), Lok-Sabha-Mitglied, Chief Minister von Andhra Pradesh und Unionsminister
- Reddy, M. Chenna (1919–1996), indischer Politiker
- Reddy, Muthulakshmi (1886–1968), indische Ärztin, Politikerin und Sozialreformerin
- Reddy, N. Kiran Kumar (* 1960), indischer Politiker
- Reddy, Neelam Sanjiva (1913–1996), indischer Politiker und Staatspräsident
- Reddy, Patsy (* 1954), neuseeländischer Generalgouverneur
- Reddy, Raj (* 1937), indisch-amerikanischer Informatiker
- Reddy, Siki (* 1993), indische Badmintonspielerin
- Reddy, Snehadevi (* 1997), indische Tennisspielerin
- Reddy, Surendran (1962–2010), südafrikanischer Komponist und Pianist
- Reddy, Thomas (1929–1992), irischer Boxer
- Reddy, Y. S. Jaganmohan (* 1972), indischer Politiker

### Rede
- Redecker, Christoph (1652–1704), deutscher Rechtswissenschaftler, Hochschullehrer und Rostocker Bürgermeister
- Redecker, Eva von (* 1982), deutsche Philosophin, Autorin und PublizistinEva von Redecker (* 1982)

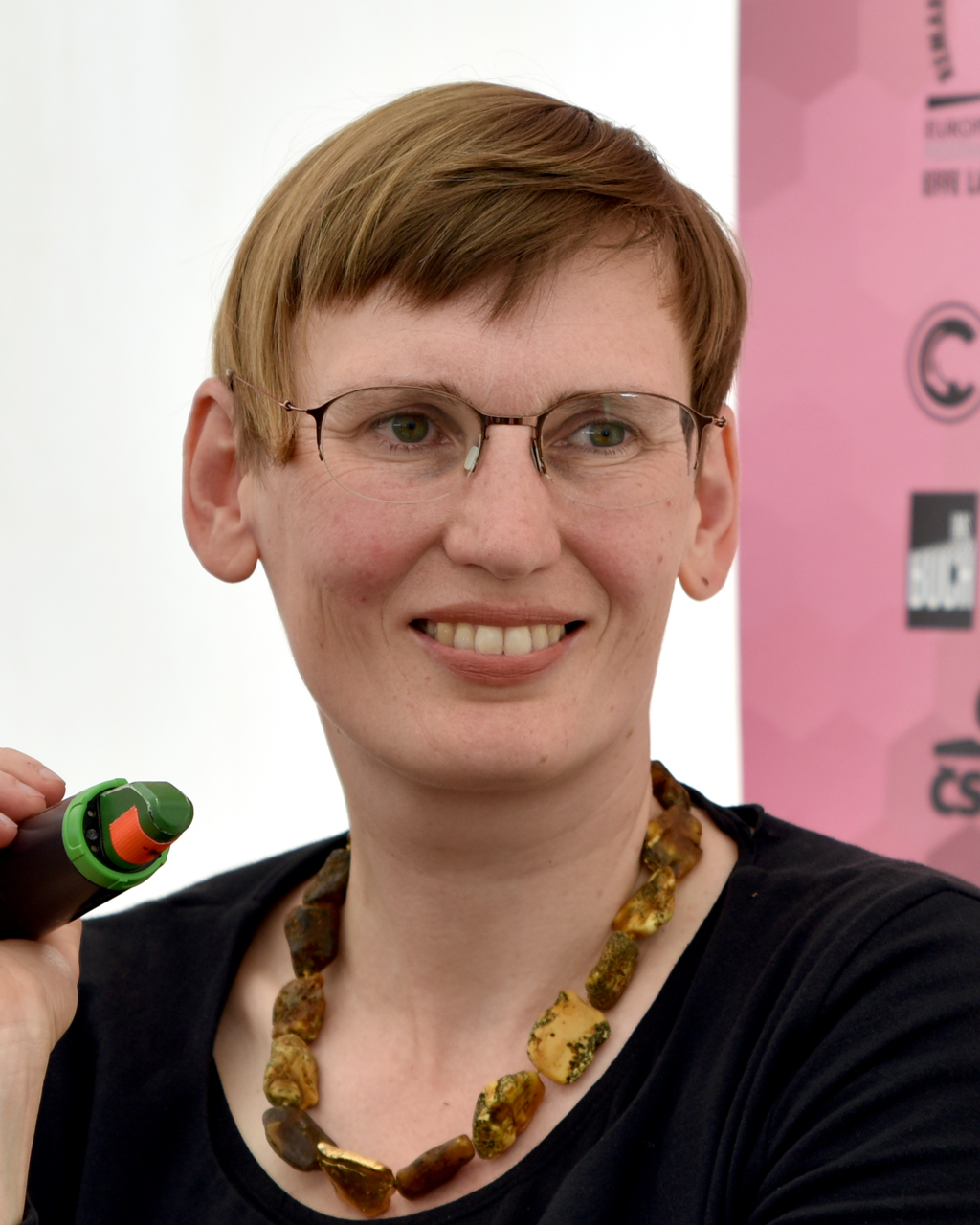
Eva von Redecker (* 1982)

- Redecker, Gottlieb (1871–1945), deutscher Bauingenieur in Namibia
- Redecker, Heiko (* 1990), namibischer Straßenradrennfahrer
- Redecker, Johann Heinrich (1682–1764), deutscher Amts- und (Hof-)Kammerschreiber und Chronist der Stadt Hannover
- Redecker, Max von (1833–1886), deutscher Rittergutsbesitzer und Politiker, MdR
- Redecker, Tom (* 1958), deutscher Musiker, Musikproduzent und Labelinhaber
- Redecsy, David (* 1979), österreichischer Politiker (SPÖ), Abgeordneter zum Kärntner Landtag
- Rededja († 1022), mittelalterlicher tscherkessischer König
- Rédei, István (* 1983), ungarischer Handballspieler
- Rédei, Károly (1932–2008), ungarischer Finno-Ugrist der Universität Wien
- Rédei, László (1900–1980), ungarischer Mathematiker
- Rédei, Miklós (* 1928), ungarischer Generalmajor
- Redeke, Heinrich Carl (1873–1945), niederländischer Hydro- und Meeresbiologe
- Redeker, Franz (1891–1962), deutscher Mediziner
- Redeker, Heinrich Rudolph († 1680), deutscher Rechtswissenschaftler, Hochschullehrer und Geheimer Rat
- Redeker, Hendrik (* 1990), deutscher Biathlet und Läufer
- Redeker, Konrad (1923–2013), deutscher JuristKonrad Redeker (1923–2013)

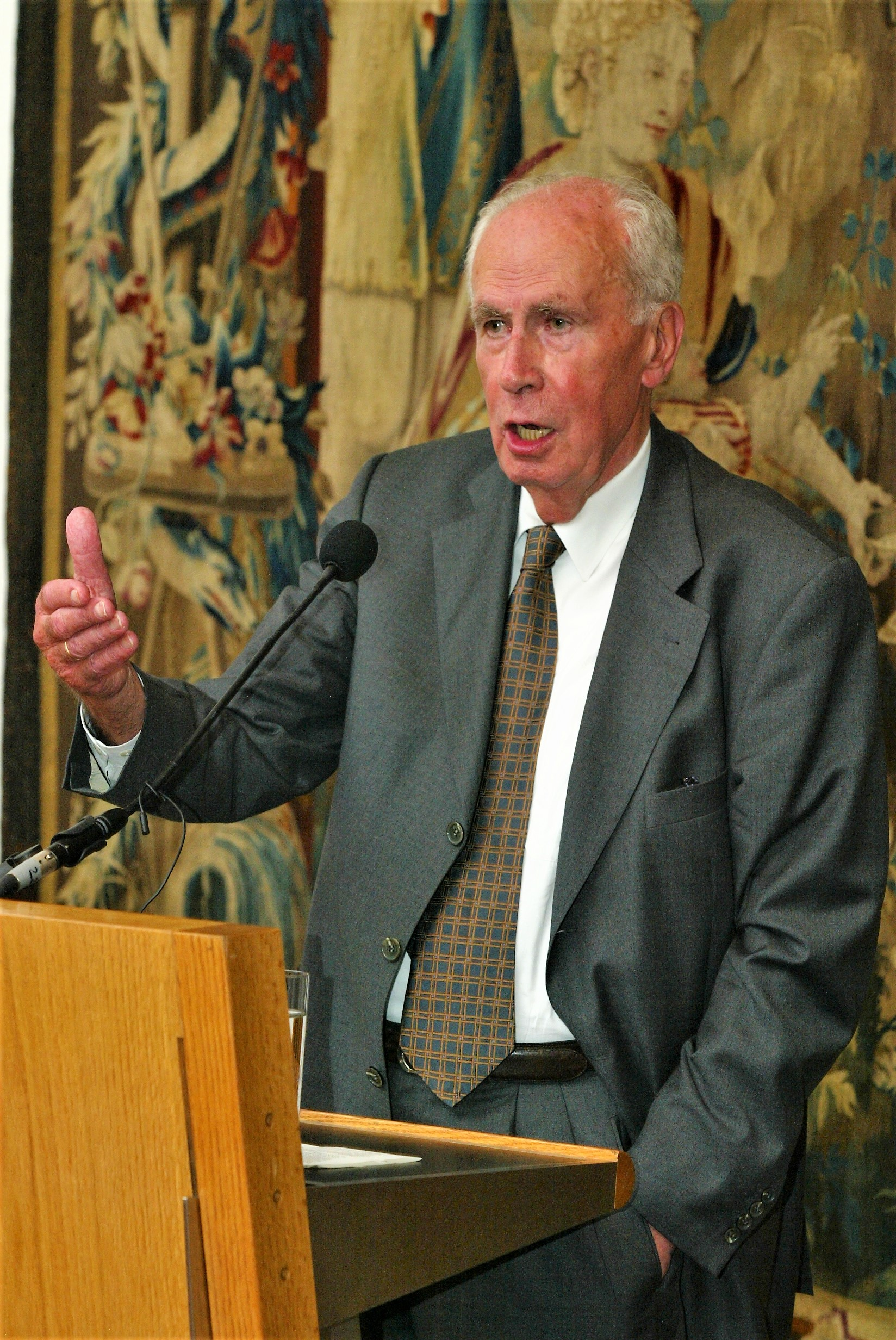
Konrad Redeker (1923–2013)

- Redeker, Martin (1900–1970), deutscher Theologe und Politiker (CDU), MdL
- Redeker, Peter (1942–2022), österreichisch-deutscher Maler, Grafiker und Hochschullehrer
- Redeker, Quinn K. (1936–2022), US-amerikanischer Schauspieler und Drehbuchautor
- Redeker, Ricarda, deutsche Diplomatin
- Redeker, Robert (* 1954), französischer Philosoph
- Redeker, Wilhelm (1812–1871), deutscher Gutsbesitzer und Politiker (NLP), MdR
- Redel, Karl Andreas (1664–1730), deutscher lutherischer Geistlicher und Kirchenlieddichter
- Redel, Kurt (1918–2013), deutscher Flötist und Dirigent
- Redel, Martin Christoph (* 1947), deutscher Komponist und Hochschullehrer
- Rédélé, Jean (1922–2007), französischer Rallyefahrer, Konstrukteur und Autobauer
- Redelfs, Jan (1935–1995), deutscher Fußballschiedsrichter
- Redeligx, Wilhelm (1865–1951), deutscher Lithograph und Winzer
- Redelings, Ben (* 1975), deutscher Autor und Filmemacher
- Redell, Teddy (* 1937), US-amerikanischer Country-, Rockabilly- und Rock’n’Roll-Musiker
- Redemann, Wilhelm (1892–1953), deutscher Restaurator am Provinzialmuseum Hannover, Maler und Fotograf
- Reden, Alexander Sixtus von (1952–2004), österreichischer Graphiker, Schriftsteller und Kulturwissenschaftler
- Reden, Arnold von (1832–1918), hannoverscher Offizier und Rittergutsbesitzer, Parteifunktionär der DHP und Zeitungsverleger
- Reden, Bruno von (1870–1962), deutscher Offizier, Gutsbesitzer und Parlamentarier
- Reden, Claus Friedrich von (1736–1791), Mitbegründer der Bergakademie Clausthal und hannoverscher Berghauptmann (1769–1791)
- Reden, Erich von (1840–1917), deutscher Rittergutsbesitzer, Jurist und Politiker (NLP), MdR
- Reden, Erich von (1880–1943), deutscher Verwaltungsbeamter und -richter
- Reden, Ernst (1914–1942), deutscher Lyriker
- Reden, Ernst von († 1589), Statthalter im Fürstentum Lüneburg
- Reden, Ferdinand von (1835–1902), deutscher Rittergutsbesitzer und Politiker (NLP), MdR
- Reden, Franz von (1754–1831), hannoverscher Staatsmann und Diplomat
- Reden, Friederike von (1774–1854), Gattin des preußischen Ministers Friedrich Wilhelm von Reden
- Reden, Friedrich Otto Burchard von (1769–1836), hannoverscher Berghauptmann

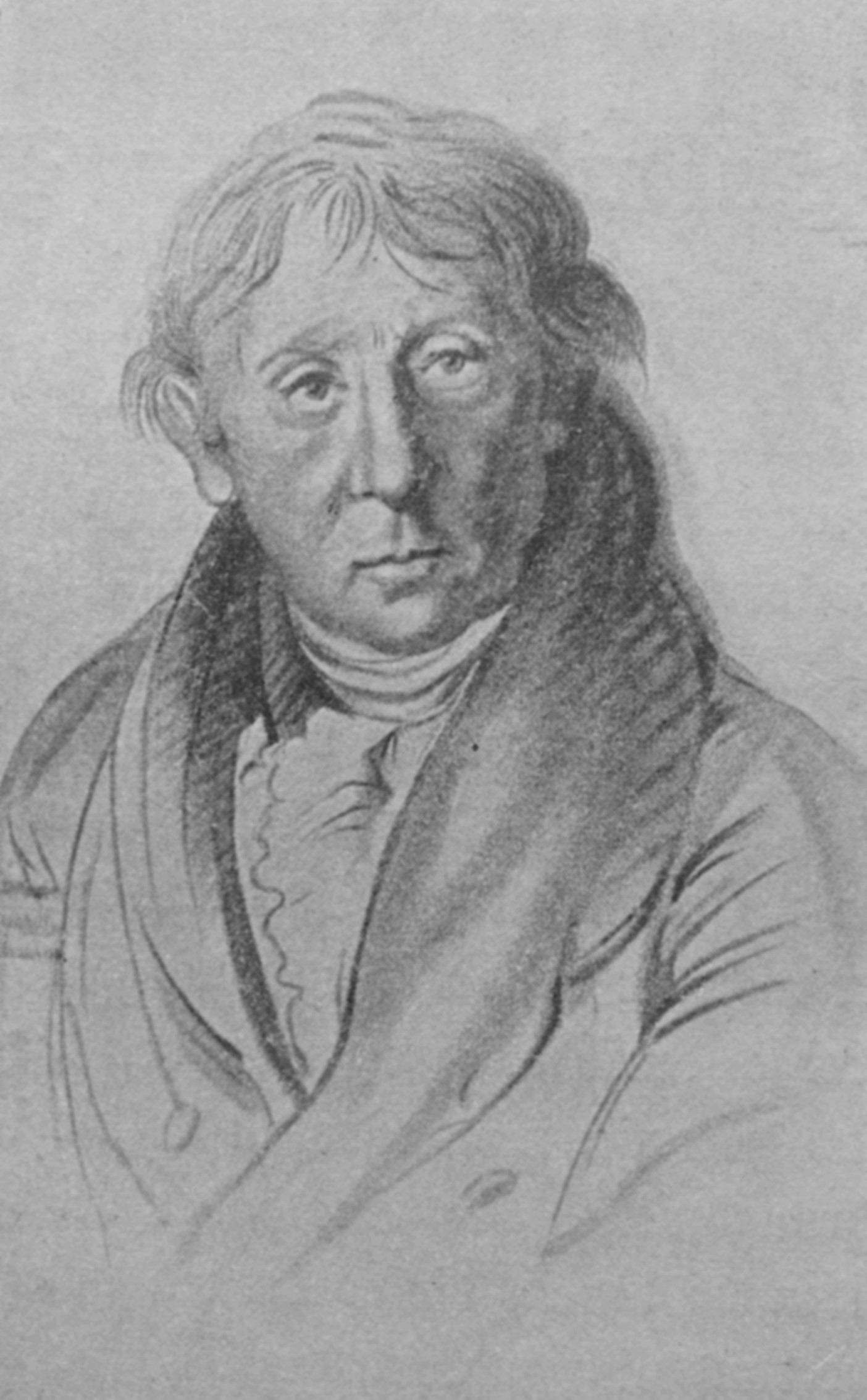
Friedrich Wilhelm von Reden (1752–1815)

- Reden, Friedrich Wilhelm von (1752–1815), deutscher Berghauptmann und preußischer MinisterFriedrich Wilhelm von Reden (1752–1815)
- Reden, Friedrich Wilhelm von (1802–1857), Statistiker und Politiker
- Reden, Georg von (1877–1946), deutscher Landwirt, Jurist, Landschaftsrat, Politiker und Landwirtschaftskammer-Präsident
- Reden, Johann Wilhelm von (1717–1801), kurfürstlich braunschweig-lüneburgischer Generalfeldmarschall
- Reden, Karl von (1821–1890), deutscher Rittergutsbesitzer und Politiker (DHP), MdR
- Reden, Philippine von (1775–1841), deutsche Autorin, Tochter des Adolph Freiherr Knigge
- Reden, Sibylle von (1910–2001), deutsche Archäologin, Sachbuchautorin und Dokumentarfilmerin
- Reden, Sitta von (* 1962), deutsche Althistorikerin und Hochschullehrerin an der Albert-Ludwigs-Universität Freiburg
- Reden-Lütcken, Eduard von (1938–2017), deutscher Verwaltungsjurist
- Redenbacher, Fritz (1900–1986), deutscher Philologe und Bibliothekar
- Redens, Stanislaw Franzewitsch (1892–1940), sowjetischer PolitikerStanislaw Franzewitsch Redens (1892–1940)

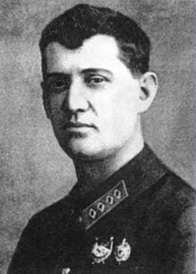
Stanislaw Franzewitsch Redens (1892–1940)

- Redenz, Kurt (* 1931), deutscher Philatelist und Posthistoriker
- Redepenning, Christel (* 1947), deutsche Politikerin (SPD), MdL
- Redepenning, Dorothea (* 1954), deutsche Musikwissenschaftlerin und Hochschullehrerin
- Redepenning, Ernst Rudolf (1810–1883), evangelisch-lutherischer Kirchenhistoriker
- Redepenning, Heinz (* 1941), deutscher Fußballtrainer
- Redepenning, Marc (* 1972), deutscher Geograph
- Redepenning, Ursula (1944–2019), deutsche Politikerin (FDP), MdL
- Reder, Adelheid (1894–1976), deutsche Lehrerin, Ehrenbürgerin von Heustreu
- Reder, Alexander Christoforowitsch (1809–1872), russischer Verkehrsingenieur, Geometriker und Hochschullehrer
- Reder, Alfred (1901–1944), deutscher Maler und Grafiker
- Reder, Bernhard (1897–1963), Bildhauer, Maler und Architekt
- Reder, Christian (* 1944), österreichischer Politikwissenschaftler
- Reder, Ewald (* 1954), deutscher Musikwissenschaftler, Pianist, Dirigent und Publizist
- Reder, Ewart (* 1957), deutscher Schriftsteller und Literat
- Reder, Georg (1779–1830), deutscher Kommunalpolitiker, Bürgermeister von Ingolstadt
- Reder, Gustav (1895–1979), deutscher Eisenbahningenieur, Autor und NS-Propagandist
- Reder, Heinrich Richard (1862–1942), deutscher Landschafts- und Schlachtenmaler
- Reder, Heinrich von (1824–1909), deutscher Schriftsteller und Maler
- Reder, Ignaz (1746–1796), deutscher Physikus (Mellrichstadt) und Widerstandskämpfer gegen die Franzosen
- Reder, Klaus (* 1958), deutscher Historiker, Volkskundler und Heimatpfleger
- Reder, Michael (* 1974), deutscher Philosoph
- Reder, Paul (* 1971), deutscher römisch-katholischer Geistlicher, Weihbischof in Würzburg
- Reder, Paul-Friedrich (1922–2004), deutscher Handballspieler und -trainer
- Reder, Robert von († 1869), deutscher Jurist und Politiker
- Reder, Walter (1915–1991), deutscher SS-Sturmbannführer und KriegsverbrecherWalter Reder (1915–1991)

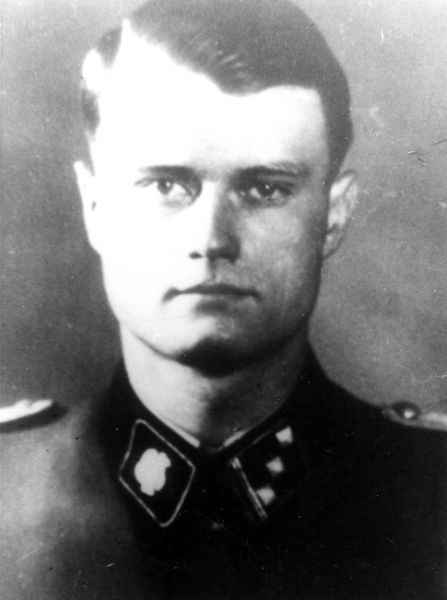
Walter Reder (1915–1991)

- Reder-Broili, Franz (1854–1918), deutscher Maler
- Redern und Probsthayn, Friedrich Reinhard von (1724–1783), preußischer Landrat
- Redern und Probsthayn, Valentin Sigismund von (1733–1790), preußischer Landrat und Landschaftsdirektor
- Redern, Adam Valentin von (1589–1653), kurbrandenburgischer Oberst, Regimentschef und Stadtkommandant
- Redern, Bertha von (1811–1875), deutsche Malerin
- Redern, Christoph von (* 1591), böhmischer Adliger
- Redern, Ehrenreich von (1847–1923), preußischer Generalmajor
- Redern, Erich von (1861–1937), preußischer Generalleutnant im Ersten Weltkrieg
- Redern, Ernst von (1835–1900), preußischer Generalleutnant
- Redern, Friedrich Wilhelm von (1802–1883), preußischer Oberstkämmerer, Wirklicher Geheimer Rat, General der Kavallerie, Generalintendant, Komponist und Politiker
- Redern, Hedwig von (1866–1935), deutsche Erzählerin und Kirchenliederdichterin
- Redern, Heinrich von (1804–1888), preußischer Diplomat
- Redern, Hermann von (1819–1886), preußischer Generalleutnant
- Redern, Karl Wilhelm Ludwig Hugo von (1823–1884), königlich preußischer Generalmajor und zuletzt Kommandant der Festung Straßburg
- Redern, Katharina von († 1617), böhmische Adelige
- Redern, Melchior von (1555–1600), kaiserlicher Heerführer in den Türkenkriegen
- Redern, Sigismund Ehrenreich Johann von (1761–1841), Aristokrat, Diplomat, Abenteurer, Spekulant und Schriftsteller
- Redern, Sigismund Ehrenreich von (1719–1789), preußischer Großmarschall und Physiker
- Redern, Wilhelm von (1867–1940), deutscher Verwaltungsjurist
- Redetzki, Bernhard (1907–1973), deutscher Dokumentarfilmer (Produzent und Regisseur)
- Redetzki, Vincent (* 1992), deutscher SchauspielerVincent Redetzki (* 1992)

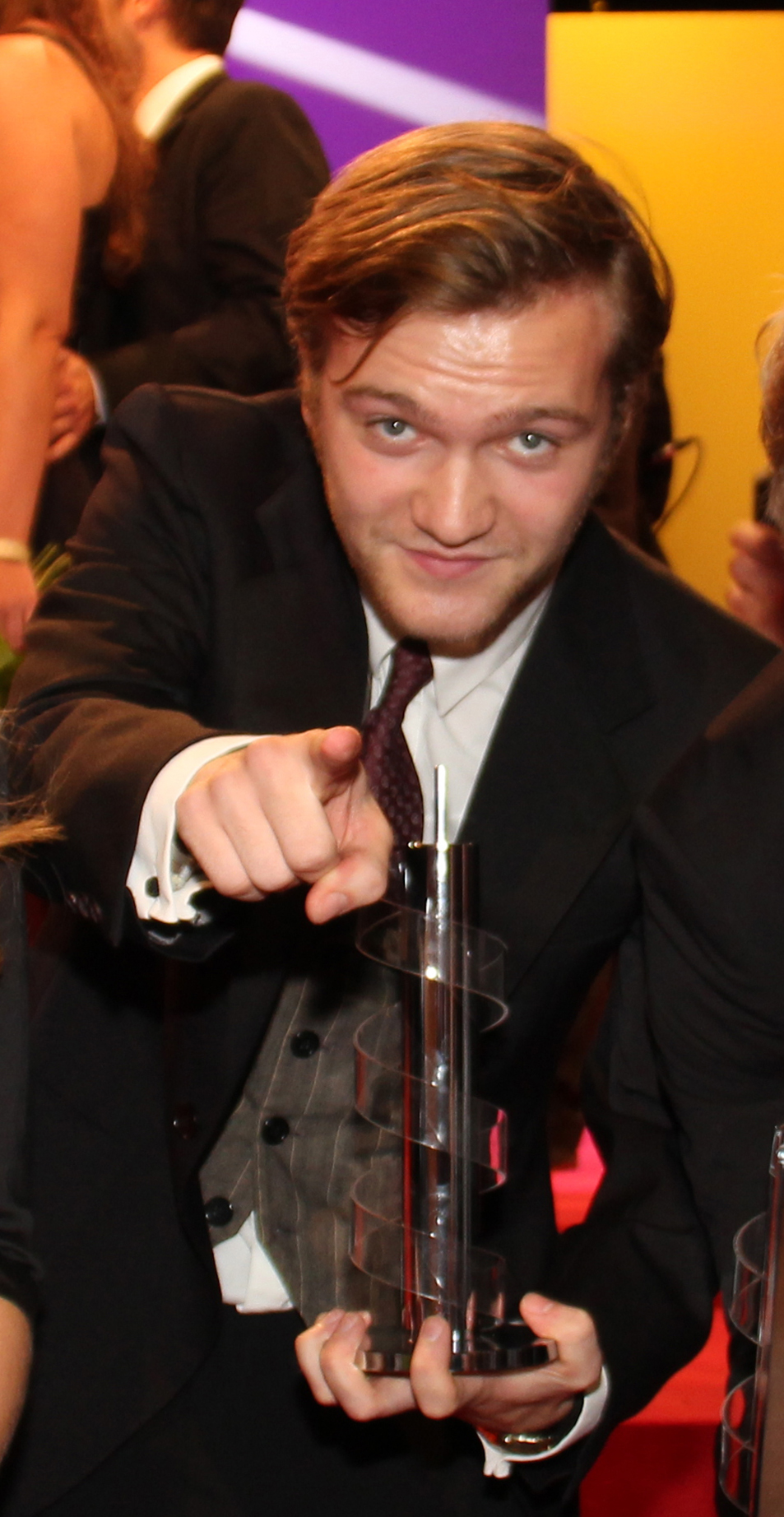
Vincent Redetzki (* 1992)

- Redetzky, Hermann (1901–1978), deutscher Hygieniker, Hochschullehrer und Politiker (SPD, SED)

### Redf
- Redfa, Munir (* 1934), irakischer Kampfpilot
- Redfearn, Jennifer, US-amerikanische Filmproduzentin und Filmregisseurin
- Redfern, Alastair (* 1948), britischer Bischof der Anglikanischen Gemeinschaft, Mitglied des House of Lords
- Redfern, Elizabeth (* 1950), englische Bibliothekarin und Schriftstellerin
- Redfern, Isabelle (* 1976), US-amerikanisch-deutsche Schauspielerin und Sängerin
- Redfern, Karen (* 1963), brasilianische Squashspielerin
- Redfield Jamison, Kay (* 1946), US-amerikanische Psychologin, Psychiatrieprofessorin, Autorin
- Redfield, Alfred Clarence (1890–1983), US-amerikanischer Ozeanograph
- Redfield, Alfred G. (1929–2019), US-amerikanischer Biophysiker und Bioinformatiker
- Redfield, J. Howard (1879–1944), US-amerikanischer Mathematiker, Bauingenieur und Linguist
- Redfield, James (* 1950), populärer US-amerikanischer Autor
- Redfield, Robert (1897–1958), US-amerikanischer Ethnologe
- Redfield, Robert (* 1951), US-amerikanischer Virologe und Direktor des CDC
- Redfield, William (1927–1976), US-amerikanischer Schauspieler
- Redfield, William C. (1858–1932), US-amerikanischer Politiker
- Redfield, William Charles (1789–1857), US-amerikanischer Amateur-Meteorologe
- Redflower, Jaana (* 1982), deutsche Phantastik-Autorin
- RedFoo (* 1975), US-amerikanischer MusikerRedfoo (* 1975)

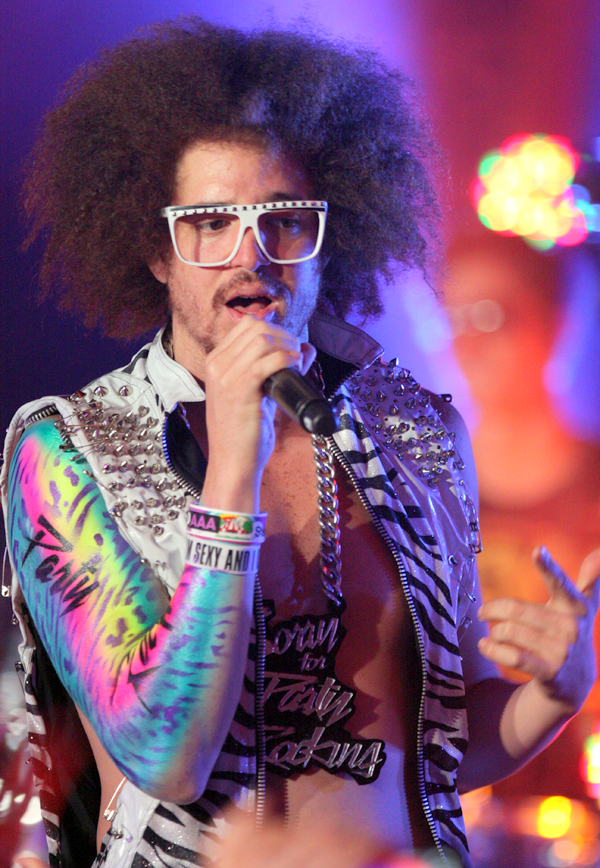
Redfoo (* 1975)

- Redford, Alison (* 1965), kanadische Politikerin
- Redford, Amy (* 1970), US-amerikanische Schauspielerin
- Redford, Blair (* 1983), US-amerikanischer Schauspieler
- Redford, Donald Bruce (1934–2024), kanadischer Ägyptologe
- Redford, Emmette S. (1905–1998), US-amerikanischer Politikwissenschaftler und Hochschullehrer
- Redford, Harry (1841–1901), australischer Viehdieb und Volksheld
- Redford, Robert (* 1936), US-amerikanischer Schauspieler und Regisseur
- Redford, Spencer (* 1983), US-amerikanische Schauspielerin

### Redg
- Redgrave, Corin (1939–2010), britischer Schauspieler
- Redgrave, Jemma (* 1965), britische Schauspielerin
- Redgrave, Lynn (1943–2010), britisch-US-amerikanische Schauspielerin
- Redgrave, Michael (1908–1985), britischer Schauspieler
- Redgrave, Roy (1873–1922), englischer Bühnen- und Stummfilmschauspieler
- Redgrave, Roy (1925–2011), britischer Generalmajor
- Redgrave, Samantha (* 1994), britische Ruderin
- Redgrave, Steven (* 1962), britischer Ruderer
- Redgrave, Vanessa (* 1937), britische Theater- und FilmschauspielerinVanessa Redgrave (* 1937)

Vanessa Redgrave (* 1937)

- Redgrove, Peter (1932–2003), britischer Schriftsteller

### Redh
- Redhardt, Jürgen (1926–2009), deutscher Religionsforscher, -didaktiker und Diplompsychologe
- Redhardt, Reinhard (1921–2013), deutscher Rechtsmediziner
- Redhead, Janelle (* 1989), grenadische Sprinterin
- Redhead, Kathleen, englische Badmintonspielerin
- Redheffer, Raymond (1921–2005), US-amerikanischer Mathematiker
- Redhouse, Diana (1923–2007), britische Künstlerin

### Redi
- Redi, Francesco (1626–1697), italienischer Arzt, Naturforscher, Autor
- Redi, Teresa Margareta (1747–1770), Unbeschuhte Karmelitin
- Redick, J. J. (* 1984), US-amerikanischer BasketballspielerJ. J. Redick (* 1984)

J. J. Redick (* 1984)

- Redick-Smith, Hazel (1926–1996), südafrikanische Tennisspielerin
- Redicker, Claus-Henning (* 1935), deutscher Anglist
- Redier, Antoine (1817–1892), französischer Uhrmacher und Erfinder
- Redies, Christoph (* 1958), deutscher Anatom und Neurowissenschaftler
- Redies, Franz (1899–1985), deutscher Manager, Landrat im Rhein-Wupper-Kreis
- Redies, Helmut (1927–1998), deutscher Diplomat
- Redieß, Wilhelm (1900–1945), deutscher Politiker (NSDAP), MdR, MdL, SS-Obergruppenführer und General der Polizei und Waffen-SSWilhelm Redieß (1900–1945)

Wilhelm Redieß (1900–1945)

- Redif, Meliz (* 1989), türkische Leichtathletin
- Redig de Campos, Deoclecio (1905–1989), brasilianischer Kunsthistoriker und Museumsleiter im Vatikan
- Rediger, Elia (* 1985), Schweizer Sänger, Künstler und Lyriker
- Rediger, Franz (1883–1949), deutscher Politiker und Oberbürgermeister von Münster (Westfalen)
- Redikas, Dovydas (* 1992), litauischer Basketballspieler
- Rediker, Marcus (* 1951), US-amerikanischer Historiker
- Redimi2 (* 1979), dominikanischer christlicher Reggaeton- und Hip-Hop-Künstler
- Redín, Bernardo (* 1963), kolumbianischer Fußballspieler
- Redin, Martin de (1590–1660), Großmeister des Malteserordens
- Reding, Abundantia (1612–1687), Schweizer Äbtissin und Paramentenstickerin
- Reding, Alois von (1765–1818), Schweizer Politiker und Militär
- Reding, Augustin (1625–1692), Schweizer Theologe und Abt
- Reding, Augustin (1687–1772), Schweizer Unternehmer und Politiker
- Reding, Benjamin (* 1969), deutscher RegisseurBenjamin Reding (* 1969)

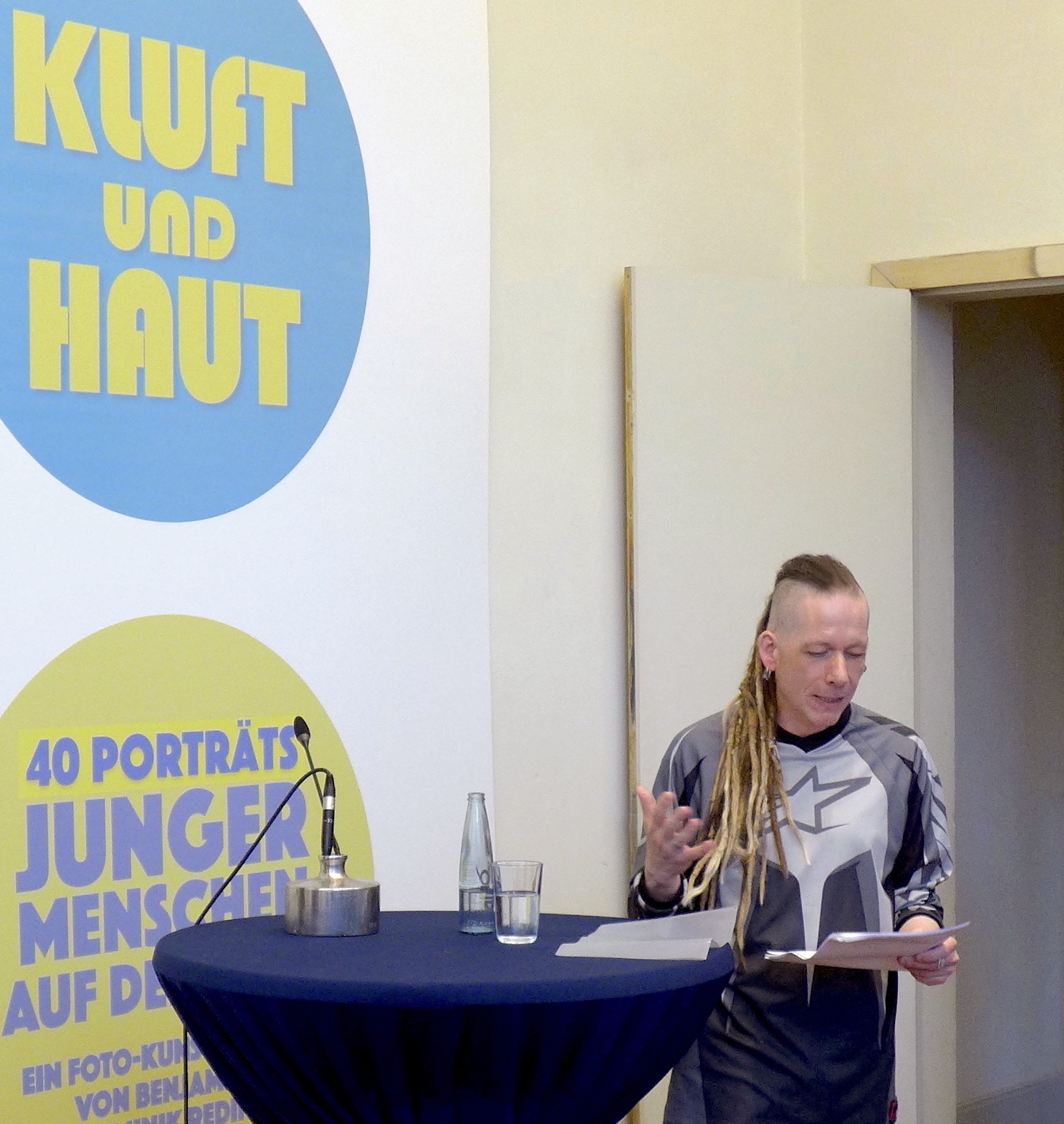
Benjamin Reding (* 1969)

- Reding, Dominik (* 1969), deutscher Filmregisseur, Drehbuchautor und Filmproduzent
- Reding, Ital der Ältere († 1447), Schwyzer Landammann, als Heerführer im Alten Zürichkrieg Hauptverantwortlicher für den «Mord von Greifensee»
- Reding, Ital der Jüngere (1410–1466), Schwyzer Landammann und Hauptmann im Alten Zürichkrieg
- Reding, Jean-Marie (* 1975), luxemburgischer Bibliothekar
- Reding, John Randall (1805–1892), US-amerikanischer Politiker
- Reding, Josef (1929–2020), deutscher Schriftsteller
- Reding, Karl Dominik von (1755–1815), Schweizer Politiker
- Reding, Karl von († 1853), Schweizer Politiker und Richter
- Reding, Kurt (* 1944), luxemburgischer Ökonom und Finanzwissenschaftler
- Reding, Marcel (1914–1993), deutscher katholischer Theologe und Priester
- Reding, Paul (* 1939), deutscher Bildhauer, Maler und Schriftsteller
- Reding, Paul Francis (1925–1983), kanadischer Geistlicher
- Reding, Raymond (1920–1999), belgischer Comiczeichner
- Reding, Richard (* 1932), deutscher Chirurg und Hochschullehrer
- Reding, Roy (* 1965), luxemburgischer Rechtsanwalt und Politiker (ADR), Mitglied der Chambre
- Reding, Rudolf († 1500), Schwyzer Landammann, Gesandter und Truppenführer
- Reding, Rudolf (1539–1609), Schwyzer Landammann, Gesandter und Söldnerführer
- Reding, Rudolf (1582–1616), Schwyzer Obervogt und Söldnerführer
- Reding, Rudolf von (1859–1926), Schweizer Ständerat, Landammann und Oberstbrigadier
- Reding, Serge (1941–1975), belgischer Gewichtheber
- Reding, Theodor von (1755–1809), Schweizer Militärperson in spanischen Diensten
- Reding, Viviane (* 1951), luxemburgische Journalistin und Politikerin (CSV), MdEPViviane Reding (* 1951)

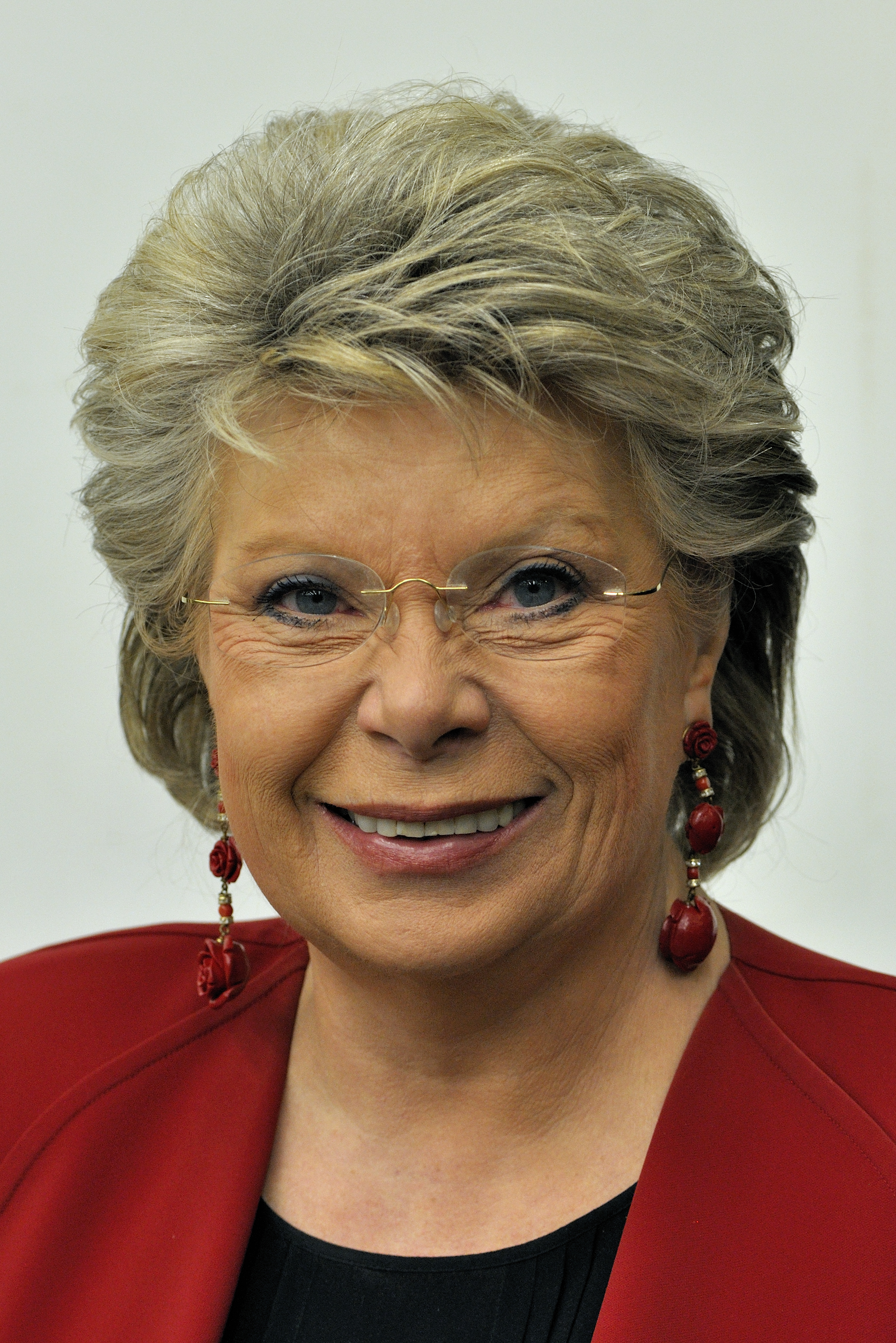
Viviane Reding (* 1951)

- Reding-Biberegg, Rudolf von (1895–1974), Schweizer Jurist und Generalsekretär der SRG
- Redinger, Detlev (1949–2024), deutscher Schauspieler
- Redinger, Geertje (* 1980), deutsche Basketballspielerin
- Redinger, Johann Jakob (1619–1688), Schweizer evangelischer Geistlicher, Philologe und Schulleiter
- Redinger, Petra (* 1946), deutsche Schauspielerin
- Redinghoven, Johann Godfried von (1628–1704), jülich-bergischer Archivar und Geheimrat
- Redington, Asa (1789–1874), US-amerikanischer Jurist und Politiker
- Rediske, Johannes (1926–1975), deutscher Jazzgitarrist und Bandleader
- Redit, ägyptische Prinzessin der 3. Dynastie

### Redj
- Ređep, Jelka (1936–2014), jugoslawische bzw. serbische Literaturwissenschaftlerin
- Redjit, Beamter und Priester in der späten zweiten ägyptischen Dynastie

### Redk
- Redkin, Mykola (* 1928), sowjetisch-ukrainischer Hammerwerfer
- Redkin, Petro (1808–1891), ukrainisch-russischer Jurist, Philosophiehistoriker, Professor und Universitätsrektor
- Redkin, Sergei (* 1991), russischer Pianist
- Redknapp, Harry (* 1947), englischer Fußballtrainer und ehemaliger -spieler
- Redknapp, Jamie (* 1973), englischer Fußballspieler

### Redl
- Redl, Alfred (1864–1913), Oberst der österreichisch-ungarischen Armee und russischer Spion
- Redl, Barbara (* 1968), österreichische Schauspielerin
- Redl, Caroline (* 1965), deutsche Schauspielerin
- Redl, Christian (* 1948), deutscher Schauspieler und MusikerChristian Redl (* 1948)

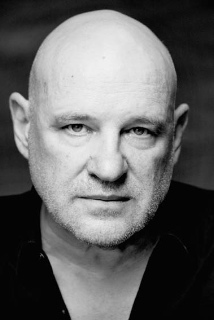
Christian Redl (* 1948)

- Redl, Christian (* 1976), österreichischer Apnoetaucher
- Redl, Claus (* 1954), deutscher Komponist, Musiker und Entertainer
- Redl, Domenic (* 1995), deutscher Synchronsprecher
- Redl, Erwin (* 1963), österreichischer Komponist und Künstler
- Redl, Fritz (1902–1988), US-amerikanischer Psychoanalytiker
- Redl, Gerhard (* 1962), österreichischer Bobfahrer
- Redl, Heinz (* 1952), österreichischer Wissenschaftler und Leiter des Ludwig Boltzmann Instituts für experimentelle und klinische Traumatologie sowie Träger der Wilhelm Exner Medaille
- Redl, Helmut (1950–2015), österreichischer Pflanzenschutzexperte und Hochschullehrer
- Redl, Johann (1832–1902), österreichischer Politiker
- Redl, Johann (* 1958), österreichischer Stuntman
- Redl, Josef der Jüngere (1774–1836), österreichischer Maler
- Redl, Leopold (1906–1986), österreichischer Turner
- Redl, Ludwig (* 1942), österreichischer bildender Künstler und Designer
- Redl, Mark (* 1993), deutscher Fußballtorhüter
- Redl, Markus (* 1977), österreichischer Zeichner und Bildhauer
- Redl, Robert (1950–2016), deutscher Fußballspieler
- Redl, Sepp (* 1944), österreichischer Sportpädagoge
- Redl, Wolf (1939–2010), deutscher Schauspieler und Regisseur
- Redlbach, Hans (1943–1990), deutscher Bühnenbildner, Filmarchitekt und Fernseh-Produzent
- Redleaf, Rachel (* 1997), US-amerikanische Schauspielerin
- Redler, Ferdinand (1876–1936), österreichischer Rechtsanwalt und Landeshauptmann Vorarlbergs
- Redler, Jörn (* 1971), deutscher Ökonom und Hochschullehrer
- Redler, Karoline (1883–1944), Opfer des Nationalsozialismus
- Redler, Lucy (* 1979), deutsche Politikerin (Die Linke)Lucy Redler (* 1979)

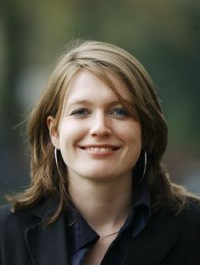
Lucy Redler (* 1979)

- Redlhamer, Joseph (1713–1761), österreichischer Jesuit, römisch-katholischer Theologe und Philosoph
- Redlhammer, Hans Heinrich (1891–1980), deutscher Diplomat und Kommunalpolitiker
- Redlhammer, Matthias (* 1957), deutscher Schauspieler und Hörspielsprecher
- Rédli, András (* 1983), ungarischer Degenfechter
- Redli, Markus (1915–2012), Schweizer Jurist und Bundesbeamter
- Redlich, Amalie (1868–1941), Kunstsammlerin
- Redlich, Bettina (* 1963), österreichische Schauspielerin
- Redlich, Carl Christian (1832–1900), deutscher Philologe, Germanist und Pädagoge
- Redlich, Carl Martin (1853–1896), estnischer Dichter
- Redlich, Clara (1908–1992), deutsche Prähistorikerin
- Redlich, Emil (1866–1930), österreichischer Neurologe und Psychiater
- Redlich, Erhard (* 1934), deutscher Fußballspieler
- Redlich, Fritz (1892–1979), deutsch-US-amerikanischer Wirtschafts- und Unternehmenshistoriker
- Redlich, Fritz (1910–2004), österreichisch-US-amerikanischer Mediziner
- Redlich, Hartmut (* 1943), deutscher Chemiker (Organische Chemie)
- Redlich, Johann Gottfried, kursächsischer Amtmann
- Redlich, Josef (1869–1936), österreichischer Jurist, Historiker und Politiker, Abgeordneter zum NationalratJosef Redlich (1869–1936)

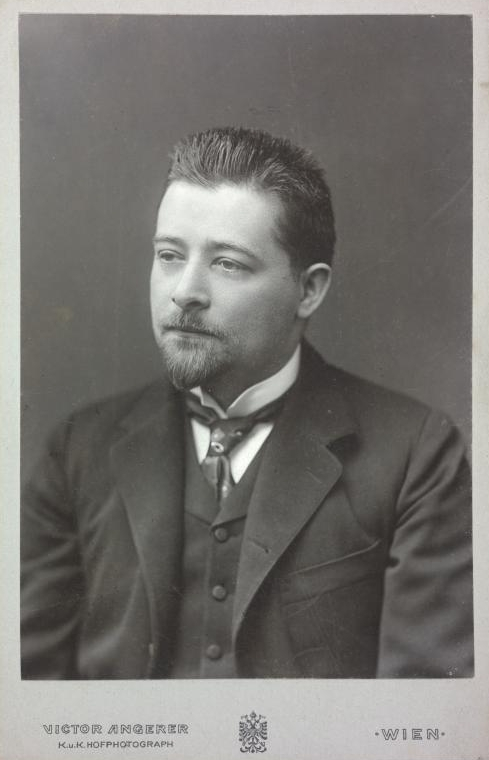
Josef Redlich (1869–1936)

- Redlich, Joseph (1857–1943), deutscher Architekt, preußischer Baubeamter und Hochschullehrer
- Redlich, Karl August (1869–1942), österreichischer Montanist und Hochschullehrer
- Redlich, Lars (* 1981), deutscher Musicaldarsteller, Schauspieler, Moderator und Musik-Comedian
- Redlich, Matthias (* 1982), deutscher Politiker (CDU), MdL
- Redlich, Nadine (* 1984), deutsche Illustratorin und Cartoonistin
- Redlich, Oswald (1858–1944), österreichischer Historiker und Archivar
- Redlich, Otto (1896–1978), österreichischer Physikochemiker und Chemieingenieur
- Redlich, Otto R. (1864–1939), deutscher Historiker und Archivar
- Redlich, Paul (1893–1944), deutscher Politiker (KPD), MdR
- Redlich, Virgil (1890–1970), österreichischer Kirchenhistoriker
- Redlich, Wilhelmine (1869–1954), österreichische Malerin
- Redlich-Pfund, Ingrid (* 1947), deutsche Malerin und Grafikerin
- Redlicki, Martin (* 1995), US-amerikanischer Tennisspieler
- Redlicki, Michael (* 1993), US-amerikanischer Tennisspieler
- Rēdlihs, Jēkabs (* 1982), lettischer Eishockeyspieler
- Rēdlihs, Krišjānis (* 1981), lettischer Eishockeyspieler
- Rēdlihs, Miķelis (* 1984), lettischer Eishockeyspieler
- Redlin, Heinrich (1858–1920), deutscher Arbeiter und Politiker (DDP)
- Redlin, Hermann (1931–2023), deutscher SED-Funktionär
- Redlin, Rolland W. (1920–2011), US-amerikanischer Politiker
- Redling, Julius (* 1947), deutscher Politiker (SPD), MdL
- Redlinger, Gina Alice (* 1994), deutsche Pianistin
- Redlinghofer, Rudolf (1900–1940), österreichisches NS-Opfer

### Redm
- Redman (* 1970), US-amerikanischer Rapper und SchauspielerRedman (* 1970)

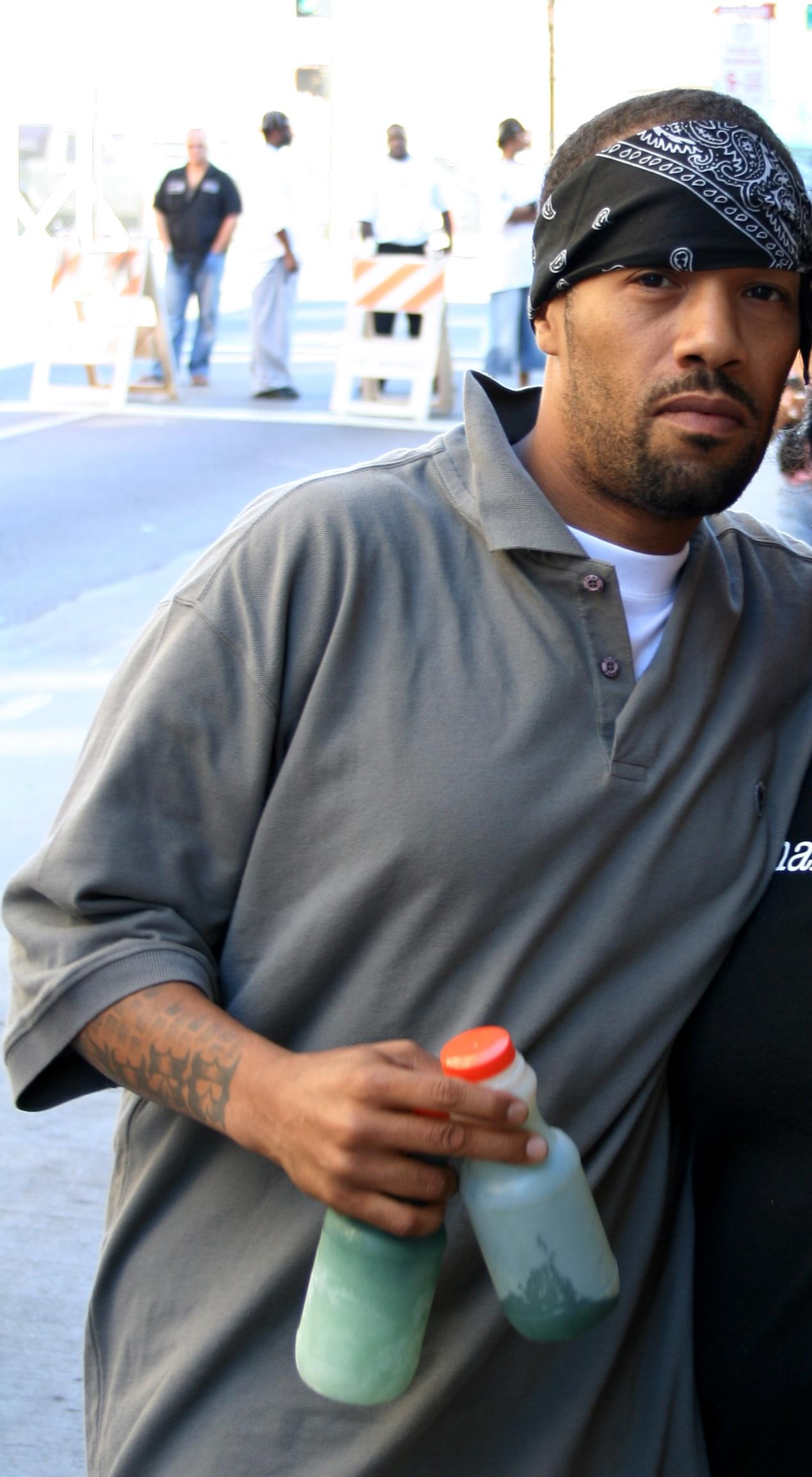
Redman (* 1970)

- Redman, Amanda (* 1957), englische Schauspielerin
- Redman, Billy (1928–1994), englischer Fußballspieler
- Redman, Brian (* 1937), britischer Autorennfahrer
- Redman, Charles E. (* 1943), US-amerikanischer Diplomat und Wirtschaftsmanager
- Redman, Dewey (1931–2006), US-amerikanischer Freejazz- und Bebop-Saxophonist
- Redman, Don (1900–1964), US-amerikanischer Jazz-Musiker, Arrangeur und Komponist
- Redman, Erich (* 1964), deutscher Schauspieler
- Redman, Harold (1899–1986), britischer Generalleutnant, Gouverneur von Gibraltar
- Redman, Henry († 1528), englischer Baumeister und Bildhauer
- Redman, Jamie (* 1986), US-amerikanische Ruderin
- Redman, Jim (* 1931), rhodesischer Motorradrennfahrer
- Redman, Joshua (* 1969), US-amerikanischer Jazz-Saxophonist
- Redman, Joyce (1918–2012), irische Schauspielerin
- Redman, Lawton (* 1976), US-amerikanischer Biathlet
- Redman, Matt (* 1974), englischer Musiker, Songwriter und Lobpreisleiter
- Redman, Nigel (* 1952), britischer Ornithologe und Herausgeber
- Redmann, Bernd (* 1965), deutscher Komponist und Musikwissenschaftler
- Redmann, Christian (* 1982), kanadischer Beachvolleyballspieler
- Redmann, Jan (* 1979), deutscher Politiker (CDU), Landtagsabgeordneter in Brandenburg
- Redmann, Jean M. (* 1955), US-amerikanische Kriminalschriftstellerin
- Redmann, Sandra (* 1965), deutsche Politikerin (SPD), MdL
- Redmann, Teal (* 1982), US-amerikanische Schauspielerin
- Redmann, Udo (* 1942), deutscher Fußballtorhüter
- Redmayne, Andrew (* 1989), australischer Fußballspieler
- Redmayne, Eddie (* 1982), britischer SchauspielerEddie Redmayne (* 1982)

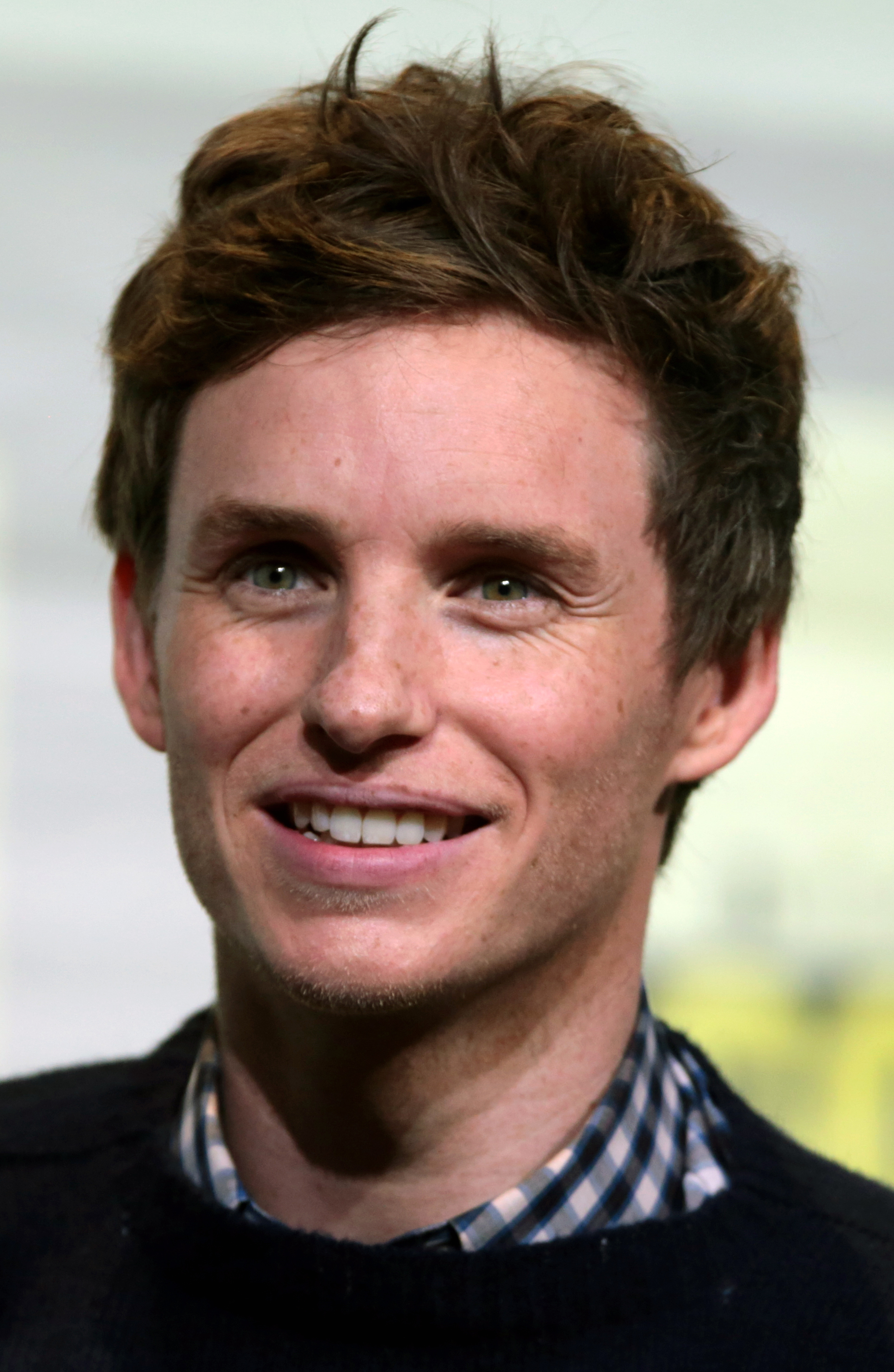
Eddie Redmayne (* 1982)

- Redmayne, Martin, Baron Redmayne (1910–1983), britischer Politiker (Conservative Party), Mitglied des House of Commons
- Redmer, Axel (* 1951), deutscher Jurist und Politiker (SPD), MdL, Schriftsteller, Träger des Bundesverdienstkreuzes am Bande
- Redmer, Konrad (1870–1921), Arzt und Stadtrat in Danzig
- Redmer, Ronald (* 1958), deutscher Physiker
- Redmon, Keith, US-amerikanischer Filmproduzent
- Redmond, Craig (* 1965), kanadischer Eishockeyspieler
- Redmond, Derek (* 1965), britischer Leichtathlet und OlympiateilnehmerDerek Redmond (* 1965)

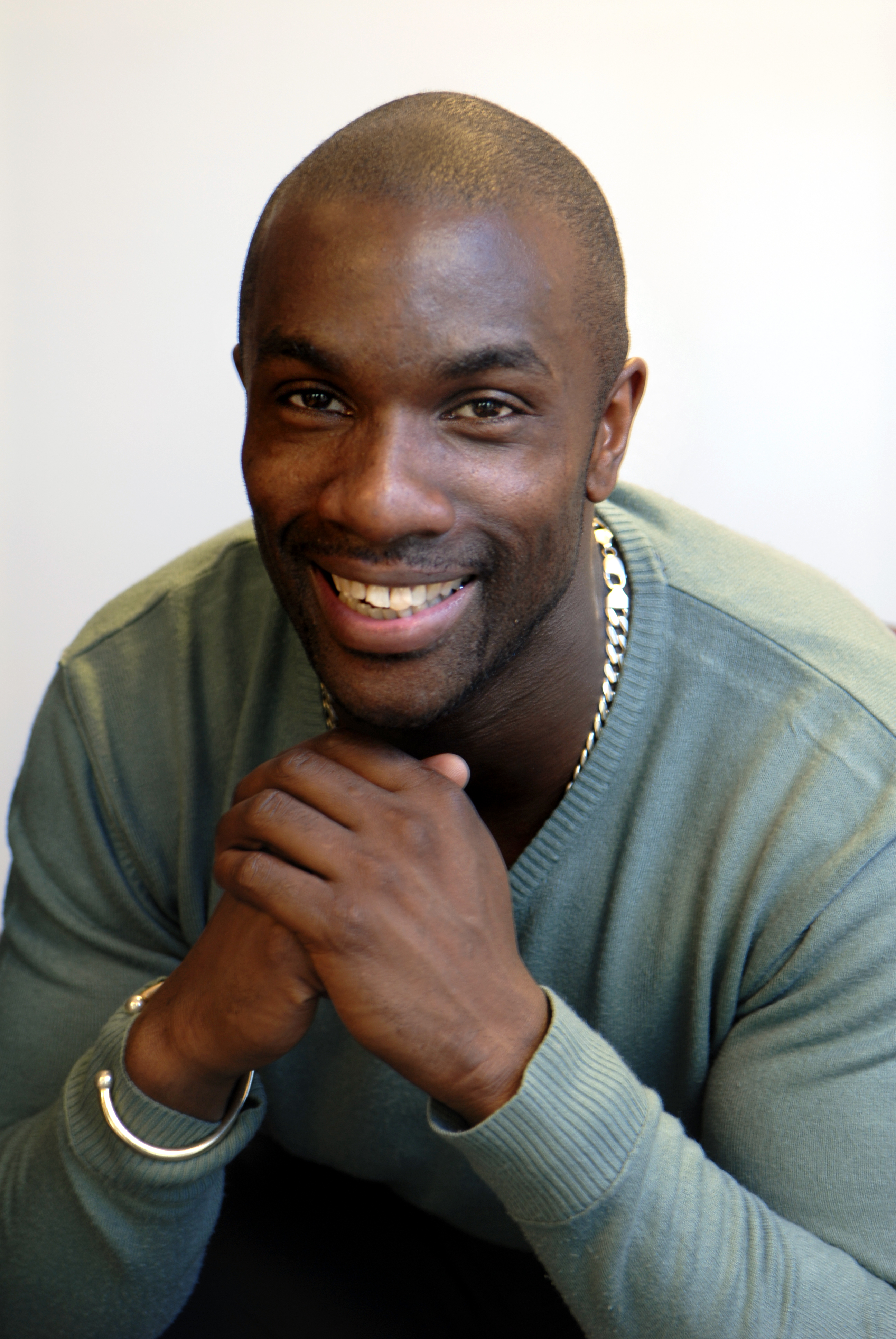
Derek Redmond (* 1965)

- Redmond, Dick (* 1949), kanadischer Eishockeyspieler
- Redmond, Elsa M. (* 1951), US-amerikanische Anthropologin und Archäologin
- Redmond, Granville (1871–1935), US-amerikanischer Maler und Schauspieler
- Redmond, Ian (* 1954), britischer Biologe, Naturschützer und Sachbuchautor
- Redmond, Jemma (1978–2016), irische Physikerin und Biowissenschaftlerin
- Redmond, John (1856–1918), irischer Politiker
- Redmond, Jonathan, irischer Filmeditor
- Redmond, Mary Ann (* 1958), US-amerikanische Sängerin, Gitarristin und Komponistin
- Redmond, Michael (* 1963), US-amerikanischer Go-Spieler
- Redmond, Mickey (* 1947), kanadischer Eishockeyspieler
- Redmond, Moira (1928–2006), britische Schauspielerin
- Redmond, Nathan (* 1994), englischer Fußballspieler
- Redmond, Patrick (* 1966), britischer Rechtsanwalt und Schriftsteller
- Redmond, Sophie (1907–1955), surinamische Medizinerin
- Redmond, William T. (* 1955), US-amerikanischer Politiker
- Redmond, Zach (* 1988), US-amerikanischer Eishockeyspieler und -trainer
- Redmond-Jones, Kyle (* 1986), britischer Schauspieler

### Redn
- Redner, Harry (1937–2021), australischer Philosoph und Hochschullehrer
- Redner, Lewis (1831–1908), amerikanischer Organist und Komponist
- Redner, Valentin, schweizerischer Tischler
- Rednic, Atanasie (1722–1772), Bischof von Făgăraș
- Rednic, Mircea (* 1962), rumänischer Fußballspieler und -trainer

### Redo
- Redois, Patient (1925–1993), französischer römisch-katholischer Ordensgeistlicher, Bischof von Natitingou
- Redol, Alves (1911–1969), portugiesischer Schriftsteller und Journalist
- Redolat, José Antonio (* 1976), spanischer Mittelstreckenläufer
- Redolfi, Attilio (1923–1997), italienisch-französischer Radrennfahrer
- Redon, Elie (1884–1963), französischer Autorennfahrer
- Redon, Gaston (1853–1921), französischer Architekt
- Redon, Laurent (* 1973), französischer Autorennfahrer
- Redon, Maxime de, französischer Dramatiker, Autor und Vaudevillist
- Redon, Odilon (1840–1916), französischer Maler des Symbolismus
- Redondi, Pietro (* 1950), italienischer Wissenschaftshistoriker
- Redondo Castanera, Eduardo Gonzalo (* 1967), argentinischer römisch-katholischer Geistlicher, Weihbischof in Quilmes
- Redondo, Alba (* 1996), spanische FußballspielerinAlba Redondo (* 1996)

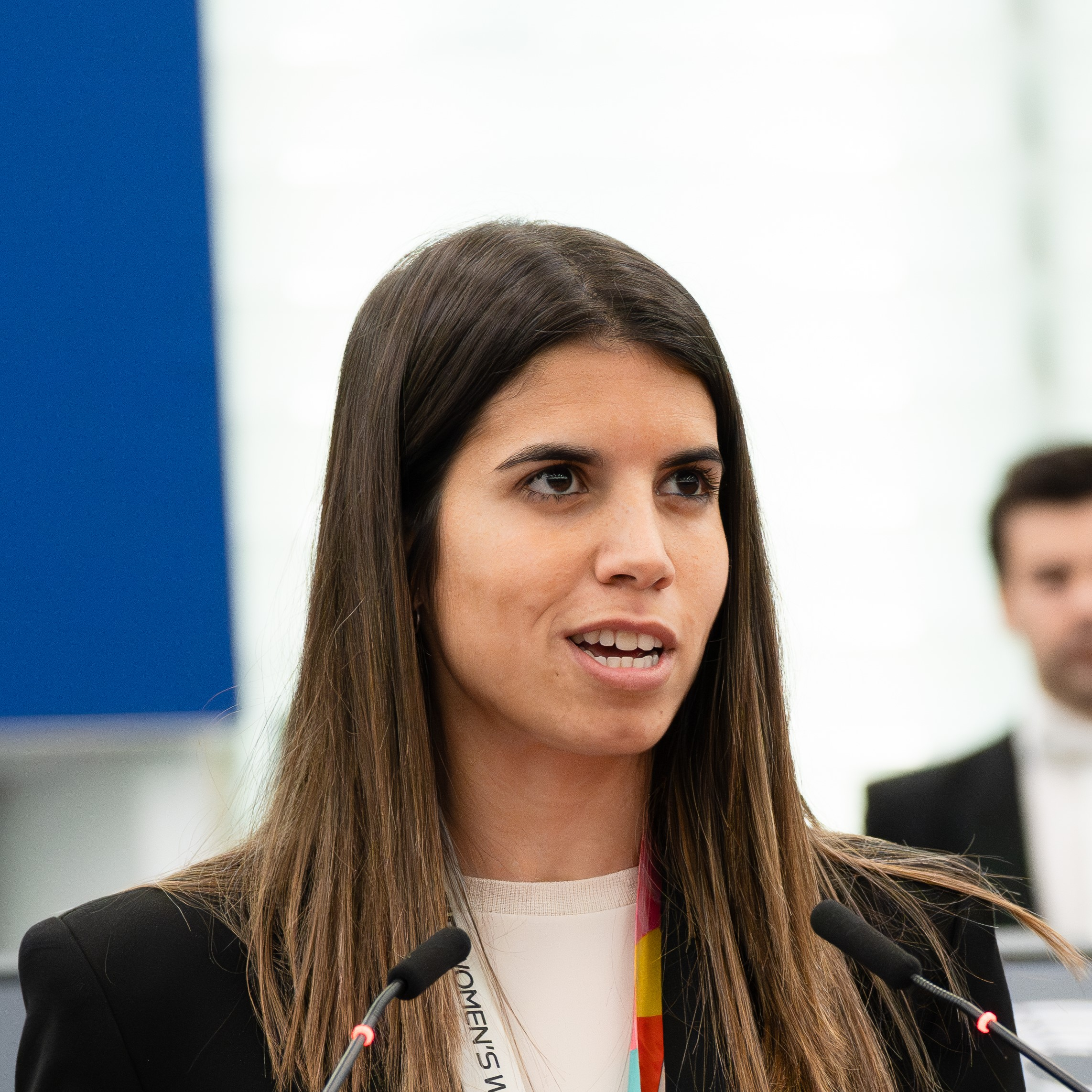
Alba Redondo (* 1996)

- Redondo, Dolores (* 1969), spanische Schriftstellerin
- Redondo, Federico (* 2003), argentinischer Fußballspieler
- Redondo, Fernando (* 1969), argentinischer Fußballspieler
- Redondo, José Antonio (* 1985), spanischer Radrennfahrer
- Redondo, Kenny Prince (* 1994), deutsch-spanischer Fußballspieler
- Redondo, Laura (* 1988), spanische Hammerwerferin
- RedOne (* 1972), marokkanischer Popmusik-Produzent
- Redonnet, Marie (* 1948), französische Schriftstellerin und Literaturwissenschaftlerin
- Redorfer, Wolfgang, kurfürstlicher Rat in Brandenburg, Rektor der Universität Frankfurt (Oder), Propst von Stendal, Cölln und Bernau
- Redouani, Zineb (* 2000), marokkanische Fußballspielerin
- Redouté, Pierre-Joseph (1759–1840), belgischer Maler
- Redowsky, Johann (1774–1807), deutsch-russischer Botaniker

### Redp
- Redpath, Henry (1848–1908), englischer anglikanischer Theologe und Septuagintaforscher
- Redpath, Ian (1941–2024), australischer Cricketspieler
- Redpath, Maryanne (* 1957), neuseeländische Managerin im Bereich Film
- Redpath, Norma (1928–2013), australische Bildhauerin

### Redr
- Redrado Marchite, José Luis (* 1936), spanischer Ordensgeistlicher, emeritierter Kurienbischof
- Redrado, Martín (* 1961), argentinischer Wirtschaftswissenschaftler und Politiker

### Reds
- Redshaw, Tina, britische Diplomatin
- Redshoes, Rita (* 1981), portugiesische Musikerin
- Redskin, Jauhen (* 1970), belarussischer Biathlet und Olympiasieger
- Redslob, Edwin (1884–1973), deutscher KunsthistorikerEdwin Redslob (1884–1973)

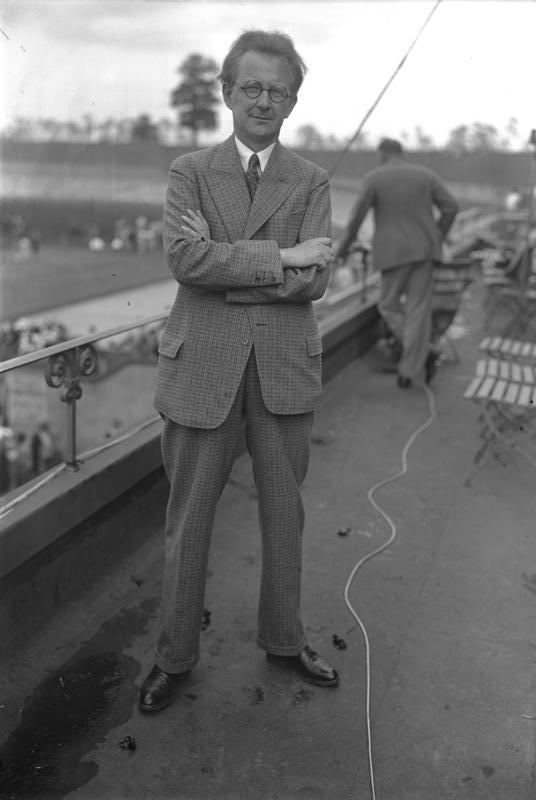
Edwin Redslob (1884–1973)

- Redslob, Gustav Moritz (1804–1882), deutscher evangelisch-lutherischer Theologe, Hebraist, Philosoph, Philologe und Lehrer
- Redslob, Robert (1882–1962), deutsch-französischer Staats- und Völkerrechtler
- Redstone, Sumner (1923–2020), US-amerikanischer UnternehmerSumner Redstone (1923–2020)

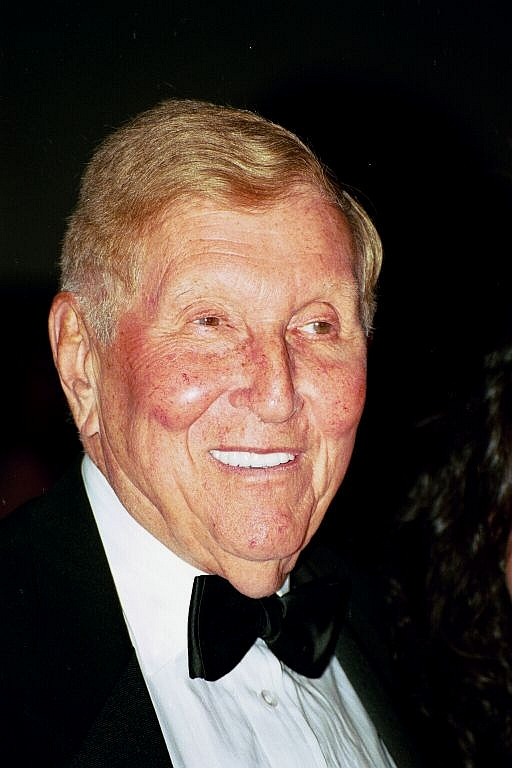
Sumner Redstone (1923–2020)

### Redt
- Redtel, Johann Wilhelm (1737–1799), deutscher Kommunaljurist, Oberbürgermeister von Stettin
- Redtenbacher, Andreas (* 1953), österreichischer römisch-katholischer Theologe
- Redtenbacher, Ferdinand (1809–1863), österreichisch-deutscher Pionier des wissenschaftlichen Maschinenbaus
- Redtenbacher, Josef (1810–1870), österreichischer Chemiker
- Redtenbacher, Josef (1856–1926), österreichischer Entomologe
- Redtenbacher, Ludwig (1814–1876), österreichischer Entomologe und Arzt
- Redtenbacher, Michael (* 1940), österreichischer Chirurg
- Redtenbacher, Rudolf (1840–1885), österreichischer Architekt und Kunstschriftsteller
- Redtenbacher, Simon (1844–1885), österreichischer Sensenhändler

### Redv
- Redvers, Baldwin de, 3. Earl of Devon († 1188), englischer Adliger
- Redvers, Baldwin de, 6. Earl of Devon († 1245), englischer Adliger
- Redvers, Baldwin de, 7. Earl of Devon (1236–1262), englischer Adliger
- Redvers, Isabel de, 8. Countess of Devon (1237–1293), englische Adlige
- Redvers, Richard de († 1107), Unterstützer von König Henry I.
- Redvers, Richard de, 2. Earl of Devon († 1162), englischer Adliger sowie Earl of Devon und Lord of the Isle of Wight
- Redvers, Richard de, 4. Earl of Devon, englischer Adliger
- Redvers, William de, 5. Earl of Devon († 1217), englischer Adliger

### Redw
- Redwanz, Hans (* 1950), deutscher Fußballspieler
- Redweik, Robert (* 1983), deutscher Popsänger, Songwriter, Musiker, Entrepreneur und Dozent
- Redwitz, Erich von (1883–1964), deutscher Chirurg und Hochschullehrer
- Redwitz, Eugen Freiherr von (* 1939), deutscher Politiker (CSU), MdL
- Redwitz, Franz von (1888–1963), deutscher Hofbeamter
- Redwitz, Ludwig von (1779–1848), bayerischer Staatsbeamter
- Redwitz, Marie von (1856–1933), deutsche Schriftstellerin
- Redwitz, Max von (1858–1920), bayerischer Generalmajor und Hofbeamter
- Redwitz, Michael (1900–1946), deutscher SS-Angehöriger und Schutzhaftlagerführer in mehreren KZMichael Redwitz (1900–1946)

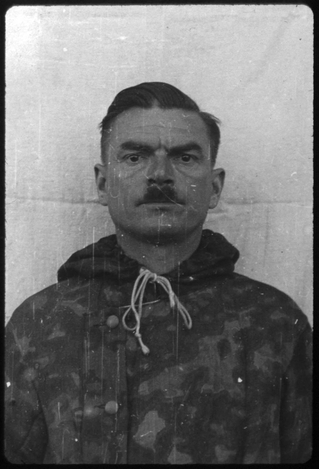
Michael Redwitz (1900–1946)

- Redwitz, Oskar von (1823–1891), deutscher Dichter
- Redwitz, Rafael (* 1980), französischer Volleyballspieler
- Redwitz, Weigand von (1476–1556), Bischof von Bamberg
- Redwood, Bernard (1874–1911), britischer Olympiasieger im Motorbootfahren
- Redwood, Francis Mary (1839–1935), englischer römisch-katholischer Geistlicher, Erzbischof von Wellington
- Redwood, John (* 1951), britischer Politiker, Mitglied des House of Commons
- Redwood, Manning (1929–2006), US-amerikanischer Schauspieler

### Redz
- Redzed (* 1998), tschechischer Rapper und Musikproduzent
- Redzepi, René (* 1977), dänischer KochRené Redzepi (* 1977)

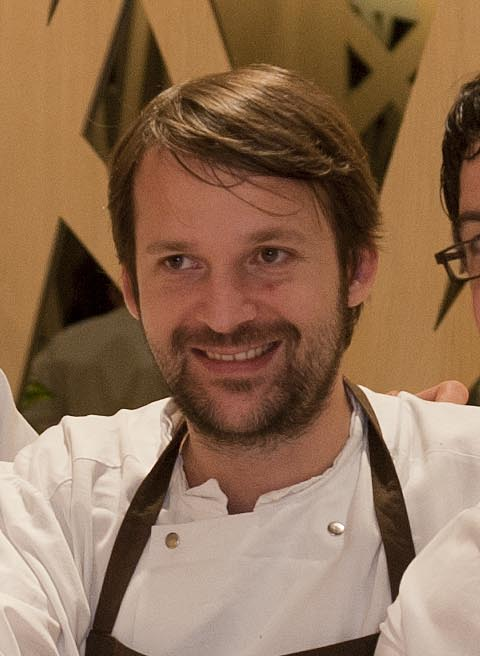
René Redzepi (* 1977)

- Redžepova, Esma (1943–2016), nordmazedonische Sängerin
- Redžepova, Usnija (1946–2015), jugoslawisch-mazedonische Schauspielerin und Sängerin
- Redžepovski, Redžep (* 1962), jugoslawischer Boxer
- Redzic, Benjamin (* 1999), österreichischer Fußballspieler
- Redžić, Emir (* 1995), bosnischer Fußballspieler
- Redžić, Zoran (* 1948), bosnischer Musiker
- Redzimski, Roman (* 1988), deutscher Filmemacher und Autor
- Redžović, Argzim (* 1992), montenegrinischer Fußballspieler
- Redzuan, Syafi’ie (* 2003), singapurischer Fußballspieler